# Alexandra Schewtschenko

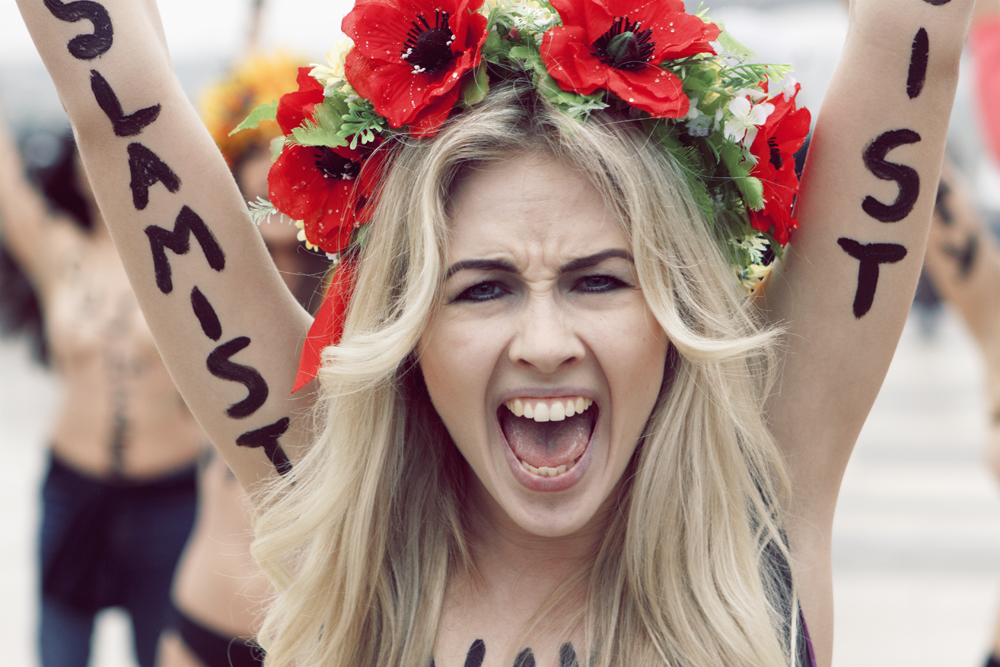
Alexandra Schewtschenko (2012)

Alexandra Schewtschenko (ukrainisch Олександра Шевченко/ Olexandra Schewtschenko, wiss. Transliteration Oleksandra Ševčenko, russisch Александра Шевченко, wiss. Transliteration Aleksandra Ševčenko) (* 24. April 1988 in Chmelnyzkyj, Ukrainische SSR, Sowjetunion) ist eine prominente Aktivistin der ukrainischen feministischen Gruppe FEMEN.
Schewtschenko wuchs als einziges Kind eines Berufssoldaten und einer Lehrerin in Chmelnyzkyj auf und studierte dort Ökonomie. Mit Hanna Huzol und Oksana Schatschko gehörte sie 2008 zu den Gründerinnen von FEMEN. 2012 lebte sie als Wirtschaftsstudentin mit zwei anderen studierenden Aktivistinnen in einer Wohngemeinschaft in Kiev. Seit Mitte desselben Jahres arbeitet Schewtschenko hauptberuflich für FEMEN. 2013 war sie am Aufbau der FEMEN-Gruppe in Berlin beteiligt, wo sie zeitweise lebte. Sie war an vielen Aktionen der Organisation beteiligt, unter anderem im Februar 2013 anlässlich der Berlinale und im April 2013 auf der Hannover Messe in Anwesenheit von Wladimir Putin und Angela Merkel.
Gemeinsam mit anderen Aktivistinnen von Femen verließ Schewtschenko „aus Angst um ihr Leben und ihre Freiheit“ im August 2013 die Ukraine und lebt seitdem in Paris.